# مس(II) سولفات

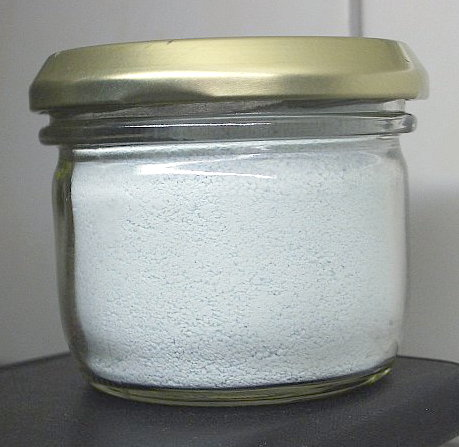
ظرفی پر از مس(II) سولفات

مس (II)سولفات یا کات کبود یا زاج کبود یک ترکیب شیمیایی با فرمول CuSO4 یا ۵ آبه است. این ماده (که در اصل عضوی از خانواده نمک هاست)  مجموع چند ترکیب است که در میزان آبپوشیدگی با هم تفاوت دارند. شکل بی آب مس سولفات، پودر سبز کم رنگ یا سفید مایل به خاکستری است؛ در حالی که مس سولفات پنج آبه که رایج‌ترین شکل این ماده است، به رنگ قرمز  سولفات به همراه واکنش حرارت زا در آب حل می‌شود و ترکیب مایع به دست می‌دهد که هندسه مولکولی ده  سطحی و خاصیت پارامغناطیسی دارد. از اسامی دیگر مس سولفات می‌توان به کات کبود اشاره کرد.
سولفات مس به صورت صنعتی از طریق الکترولیز فلز مس با سولفوریکیت اسید غلیظ یا اکسید مس (I) با سولفوریک اسید رقیق تهیه می‌شود. مس سولفاتز برای مصارف آزمایشگاهی معمولاً به صورت آماده تهیه می‌شود. شکل بدون آب مس سولفات به عنوان ماده معدنی کمیاب با نام کالکوسیانیت وجود دارد. سولفات مس آبدار در طبیعت با عنوان کالکانتیت (پنج آبه) و دو مورد کمیاب تر بوناتایت (سه آبه) و بوثایت (هفت آبه) ایجاد می‌گردد.

## دربارهٔ سولفات مس
سولفات مس ریز مغذی کشاورزی، کات کبود یا سولفات مس به رنگ آبی و بدون بو که دارای کاربردهای مختلفی در زمینه‌های کشاورزی، صنعتی، شیمی و طبی دارد. برای تهیه سولفات مس می‌توان از مس و اسید سولفوریک استفاده کرد. با این وجود مس از لحاظ تجاری به صورت ورقه‌های بزرگ و به عنوان یک منبع اقتصادی در کشور ایران در دسترس است. مس سولفات پنج آبه به سهولت در آب حل می‌شود. هم چنین در متانول و گلیسرول وتا حدی در اتانول قابل حل است. وقتی که کریستال‌های آبی مس سولفات در شعله باز گرما داده می‌شوند بدون آب می‌شوند و به رنگ سفید خاکستری در می‌آیند.
سولفات مس با فرمول CuSO4 - 5H2O دارای کریستال‌های آبی رنگ، شفاف و پودر به رنگ آبی روشن می‌باشد. کریستال‌های سولفات مس در هوای خشک به تدریج شکفته می‌شود. در دمای ۴۵ درجه دو مولکول آب خود را از دست می‌دهد و در ۱۱۰ درجه، چهار مولکول آب کریستالی را از دست می‌دهد و آخرین آب کریستالی را در دمای ۲۵۰ درجه سانتیگراد از دست می‌دهد. این ماده در دمای ۴۰۰ درجه تجزیه می‌شود. وزن مخصوص آن ۲٫۸۷ است. یک گرم سولفات مس در ۳ میلی لیتر آب سرد و ۰٫۵ میلی لیتر آب جوش حل می‌شود و حلالیت آن در آب محتوی اسید سولفوریک کاسته می‌شود. مس سولفات یا گوهر آبی یا زاج کبود؛ یک ترکیب شیمیایی است که در گستره وسیعی از صنایع مورد استفاده قرار می‌گیرد. این نمک بسته به درجه آب پوشی به صورت یک سری ترکیبات متفاوت یافت می‌شود. کالکوسیانیت (یک نوع سنگ معدن مس) فرم بدون آب مس سولفات است و یک ماده معدنی کمیاب است و به صورت پودر سبز کم رنگ یا سفید مایل به خاکستری می‌باشد. فرم‌های آبپوشیده متنوعی از مس سولفات شامل مس سولفات سه آبه، پنج آبه و هفت آبه موجود است. با این وجود مس سولفات پنج آبه (CuSO4.5H2O) متداول‌ترین فرم این نمک است که آبی روشن است و به نام کالکانتیت (سنگ خاردار) شناخته می‌شود. رنگ آبی روشن کریستال‌های مس سولفات آبپوشیده که به دلیل وجود آب متبلور شده‌است بهترین راه برای تمایز بین فرم بدون آب و آب‌پوشیده‌است.

## کاربرد سولفات مس در کشاورزی
1. سولفات مس در کشاورزی به مقدار زیادی استفاده می‌شود که برخی از این موارد در ذیل ارائه می‌شود.
2. سولفات مس پنج آبه به‌طور متداول به عنوان قارچ کش برای کنترل بیماری‌های باکتریایی و بیماری‌های قارچی محصولات، میوه‌ها و سبزی‌ها مانند رنگ گیاه، لکه برداشتن برگ‌ها، آفت‌ها وزخم پوست سیب استفاده می‌شود. سولفات مس در تشکیل کلروفیل و پدیده فتوسنتز دخالت دارد.
3. سولفات مس همچنین باعث تحریک در تشکیل ویتامین A می‌شود. نقش متابولیکی مس در چندین سیستم آنزیمی مشخص شده‌است و همچنین نقش مهمی در بیوسنتز و فعالیت اتیلن به عنوان هورمون رسیدگی میوه‌ها داراست. فرم قابل جذب مس در خاک کاتیون دو ظرفیتی Cu+2 می‌باشد. فرایند جذب مخصوص قابلیت دسترسی مس را تحت تأثیر قرار می‌دهد، این فلز در اسیدیته بالا به سختی جذب می‌شود از اینرو استفاده از ترکیبات سولفاته در حل این مشکل مؤثر است.
4. برای رفع کمبود مس (Cu) می‌توان یا کودهای حاوی آن را یا سولفات مس محلول در آب را به خاک اضافه یا محلول پاشی نمود. کاربرد سولفات مس در حد ۶۰۰ تا ۱۲۰۰ گرم در ۱۰۰۰ لیتر آب در اوایل بهار نیز موفقیت‌آمیز می‌باشد. در غلظت زیاد، مس نیز باعث مسموم شدن گیاه شده، میوه‌ها حالت ترک خورده و سیاه رنگ پیدا می‌کنند و در روی برگ‍ها نیز نقاط نکروزه قهوه‌ای رنگ و ریزی مشاهده می‌شود.

## مصارف عمده سولفات مس در صنایع
1. سولفات مس، در تولید رنگ‌های آبی و سبز، در رنگرزی پارچه‌های نخی و ابریشمی، معادن، آبکاری، ساخت مرکب برای ورق‌های حلبی، رنگ مو، تولید سموم قارچ کش و باکتری کش، حفاظت چوب و تراورس، رنگرزی چرم، باتری سازی، گراور سازی، از بین بردن خزه در استخرها، مکمل غذای دام وطیور، تولید شعله سبز در مواد آتش بازی مورد استفاده است. معمولاً در صنایع مختلف از سولفات مس که فاقد اسید نیتریک باشد، استفاده می‌شود.
2. استفاده از سولفات مس به مقدار ۵۰۰ppm در آب آشامیدنی ماکیان برای کنترل آسپرژیلوز و کاندیدیاز و درماتیت گانگرنی توصیه شده‌است.
3. سولفات مس اغلب برای تهیه کاتالیست‌ها برای چندین واکنش در بسیاری از صنایع استفاده می‌شود.
4. فرم بدون آب مس سولفات بسیاری از فرایندها مانند جابه جایی در سنتزهای آلی را کاتالیز می‌کند.
5. در خالص سازی گازها برای برداشتن هیدروژن کلرید و هیدروژن سولفید استفاده می‌شود.
6. کاربرد سولفات مس در تهیه رنگرز میانی و کاتالیز سنتز ترکیب دی آزو ورنگ خوردن پتالوسیانین بسیار متداول است.
7. سولفات مس در آبکاری به عنوان الکترولیت استفاده می‌شود و همچنین در واکنش‌های رسوبی مورد استفاده قرار می‌گیرد.
8. به عنوان یک ماده افزایشی در چسب‌ها استفاده می‌شود.
9. سولفات مس به عنوان یک ماده رنگ دهنده برای شیشه، چسب و سرامیک استفاده می‌شود.
10. سولفات مس هم چنین در بسیاری از رشته‌های شیمی برای انجام واکنش‌های متنوع استفاده می‌شود.

## دیگر کاربردهای کات کبود
کات کبود تنها در صنایع و کشاورزی کاربرد ندارد. این ماده در استخرها یا برخی از آزمایشگاه‌ها (بویژه آزمایشگاه‌های کشت سلولی) برای جلوگیری از رشد قارچ و باکتری استفاده می‌شود. این ماده خاصیت گندزایی قوی دارد و به دلیل قیمت نسبت ارزان آن، در استخرها یا بعضی آکواریوم‌ها نیز استفاده می‌شود. (جلوی رشد جلبک‌ها را نیز می‌گیرد)

## مس(II) سولفات تری‌هیدرات
مس(II) سولفات تری‌هیدرات (به انگلیسی: Copper(II) sulfate trihydrate) با فرمول شیمیایی CuH
۴SO
۶••H
۲O یک ترکیب شیمیایی است. که جرم مولی آن ۲۱۳٫۶۵۴ g/mol می‌باشد.